# Портрет Василия Ивановича Гарпе
«Портрет Василия Ивановича Гарпе» — картина Джорджа Доу и его мастерской из Военной галереи Зимнего дворца.
Картина представляет собой погрудный портрет генерал-майора Василия Ивановича Гарпе из состава Военной галереи Зимнего дворца.
С начала Отечественной войны 1812 года полковник Гарпе был шефом Навагинского пехотного полка и командовал 1-й бригадой 14-й пехотной дивизии. За отличие в Первом сражении под Полоцком произведён в генерал-майоры, а за Второе Полоцкое сражение был награждён орденом Св. Георгия 3-го класса, далее преследовал остатки Наполеоновской армии и занял Кёнигсберг. В Заграничном походе 1813 года сражался в Пруссии и Саксонии, в Битве народов под Лейпцигом получил тяжёлое ранение и вынужден был оставить действующую армию. Скончался от полученных ран в самом начале 1814 года.
Изображён в генеральском мундире, введённом для пехотных генералов 7 мая 1817 года — это ошибка художника; поскольку Гарпе скончался ещё до введения этого мундира и носить его не мог, то должен быть изображён в мундире образца 1808 года с двумя рядами пуговиц. Слева на груди звезда ордена Св. Анны 1-й степени; на шее кресты орденов Св. Георгия 3-го класса, Св. Владимира 3-й степени и прусского Красного орла 2-й степени; справа на груди серебряная медаль «В память Отечественной войны 1812 года» на Андреевской ленте. С тыльной стороны картины надпись: Harpe. Подпись на раме: В. И. Гарпе, Генералъ Маiоръ.
7 августа 1820 года Комитетом Главного штаба по аттестации Гарпе был включён в список «генералов, заслуживающих быть написанными в галерею» и 25 июля 1822 года император Александр I приказал написать его портрет. Гонорар Доу был выплачен 16 октября 1826 года и 21 июня 1827 года. Готовый портрет был принят в Эрмитаж 8 июля 1827 года. Предыдущая сдача готовых портретов произошла 18 октября 1826 года, соответственно этот портрет был написан между указанными датами. Поскольку Гарпе скончался в 1814 году, то существовал портрет-прототип, на котором основывался Доу при написании галерейного портрета, но этот прототип остаётся неизвестным.
В 1840-х годах в мастерской Карла Края по рисунку И. А. Клюквина с портрета была сделана литография, опубликованная в книге «Император Александр I и его сподвижники» и впоследствии неоднократно репродуцированная.